# Melanostibite
La melanostibite è un minerale appartenente al gruppo dell'ilmenite.